# Philippe Mouiller
Philippe Mouiller est un homme politique français, né le 20 septembre 1969. Ancien maire de Moncoutant, il est sénateur des Deux-Sèvres depuis 2014.

## Biographie
Philippe Mouiller est élu maire de Moncoutant à la suite de Michel Bécot en mars 2008. Il est réélu en 2014, après que sa liste a obtenu 69 % des suffrages aux élections municipales. Il est conseiller régional de Poitou-Charentes de mars 2010 à octobre 2014.
Candidat pour l'UMP aux élections législatives de 2012 dans la 3e circonscription des Deux-Sèvres, il est battu par Jean Grellier (PS), député sortant, avec 42,2 % des suffrages exprimés au second tour. 
À l'issue des élections sénatoriales de 2014, il est élu sénateur des Deux-Sèvres, recueillant 68,2 % des voix des grands électeurs au second tour.
Il soutient Alain Juppé pour la primaire présidentielle des Républicains de 2016. 
En octobre 2017, touché par la loi sur le non-cumul des mandats, il démissionne de son mandat de maire, qui revient à Gilles Pétraud.
Il est réélu sénateur des Deux-Sèvres, au premier tour, lors des élections sénatoriales de 2020.
Rapporteur de la branche autonomie du Projet de loi de financement de la sécurité sociale (PLFSS), il porte la proposition de loi actant la « déconjugalisation » de l’allocation aux adultes handicapés (AAH) adoptée par le Sénat en octobre 2021, il contribue, en janvier 2023, à la création d'un groupe d'études sur le handicap au Sénat qu'il préside jusqu'aux élections sénatoriales d'octobre.
Vice-président délégué de la section française de l'Assemblée parlementaire de la francophonie (APF), il est l'auteur du rapport et de la résolution "Sport et Francophonie" adopté par l'assemblée en 2023 à Tbilissi.
En octobre 2023, il est élu président de la commission des affaires sociales du Sénat.
Le sénateur est à l'initiative d'une proposition de loi pour améliorer la prise en charge des personnes atteintes de la maladie de Charcot, adoptée par le Sénat en octobre 2024.
En 2025, la proposition de loi dont il est l'auteur, visant à améliorer l'accès aux soins dans les territoires, est adoptée par le Sénat. Ce texte, qui a pour objectif de lutter conter les déserts médicaux, comporte plusieurs mesures encadrant la liberté d’installation des médecins. L'une d'elle introduit un dispositif incitant ceux installés dans les zones les mieux dotées à réaliser un certain nombre d’actes dans les territoires moins bien dotés.